# Olympische Sommerspiele 1988/Kanu – Einer-Canadier 500 m (Männer)

Die Wettkämpfe im Einer-Canadier über 500 Meter bei den Olympischen Sommerspielen 1988 wurden vom 26. bis 30. September auf der Misari Regattastrecke ausgetragen.

Olympiasieger wurde der Magdeburger Olaf Heukrodt.

## Ergebnisse

### Vorläufe
Die jeweils ersten drei Boote qualifizierten sich direkt für das Halbfinale, die restlichen Boote für die Hoffnungsläufe.
Da zu wenige Teilnehmer gemeldet waren und für den zweiten Lauf nur drei Boote ins Rennen gegangen wären, fiel der zweite Lauf aus und die Athleten zogen direkt in das Halbfinale ein.

#### Vorlauf 1
| Rang | Athleten         | Nation           | Zeit        |
| ---- | ---------------- | ---------------- | ----------- |
| 1    | Michał Śliwiński | Sowjetunion      | 1:51,90 min |
| 2    | Martin Marinow   | Bulgarien        | 1:52,74 min |
| 3    | Olaf Heukrodt    | DDR              | 1:53,73 min |
| 4    | Petr Procházka   | Tschechoslowakei | 1:58,09 min |
| 5    | Jan Pinczura     | Polen            | 2:00,20 min |
| 6    | Jang Yeong-cheol | Südkorea         | 2:13,21 min |

#### Vorlauf 2
| Rang | Athleten       | Nation             | Zeit |
| ---- | -------------- | ------------------ | ---- |
| —    | Narciso Suárez | Spanien            |      |
| —    | Larry Cain     | Kanada             |      |
| —    | Jim Terrell    | Vereinigte Staaten |      |

#### Vorlauf 3
| Rang | Athleten        | Nation         | Zeit        |
| ---- | --------------- | -------------- | ----------- |
| 1    | Attila Szabó    | Ungarn         | 1:54,83 min |
| 2    | Aurel Macarencu | Rumänien       | 1:54,95 min |
| 3    | Eric Jamieson   | Großbritannien | 1:55,66 min |
| 4    | Ivan Šabjan     | Jugoslawien    | 2:00,55 min |
| 5    | Timo Grönlund   | Finnland       | 2:01,60 min |
| 6    | Yasunobu Kanada | Japan          | 2:10,20 min |

### Hoffnungsläufe
Die ersten drei Boote der Hoffnungsläufe erreichten das Halbfinale. Weil im zweiten Hoffnungslauf durch die zu geringe Anzahl an Teilnehmern im Vorlauf nur zwei Boote teilgenommen hätten, wurde dieser Lauf gestrichen und beide Boote erreichten das Halbfinale.

#### Hoffnungslauf 1
| Rang | Athleten         | Nation           | Zeit        |
| ---- | ---------------- | ---------------- | ----------- |
| 1    | Petr Procházka   | Tschechoslowakei | 2:00,64 min |
| 2    | Timo Grönlund    | Finnland         | 2:01,48 min |
| 3    | Jang Yeong-cheol | Südkorea         | 2:05,85 min |
| 4    | Yasunobu Kanada  | Japan            | 2:06,31 min |

#### Hoffnungslauf 2
| Rang | Athleten         | Nation             | Zeit |
| ---- | ---------------- | ------------------ | ---- |
| —    | Steve Train      | Großbritannien     |      |
| —    | John Plankenhorn | Vereinigte Staaten |      |

### Halbfinalläufe
Die ersten drei Boote der Halbfinals erreichten das Finale.

#### Halbfinale 1
| Rang | Athleten         | Nation           | Zeit        |
| ---- | ---------------- | ---------------- | ----------- |
| 1    | Michał Śliwiński | Sowjetunion      | 1:52,86 min |
| 2    | Eric Jamieson    | Großbritannien   | 1:54,30 min |
| 3    | Petr Procházka   | Tschechoslowakei | 1:55,62 min |
| 4    | Larry Cain       | Kanada           | 1:56,24 min |

#### Halbfinale 2
| Rang | Athleten         | Nation             | Zeit        |
| ---- | ---------------- | ------------------ | ----------- |
| 1    | Olaf Heukrodt    | DDR                | 1:55,50 min |
| 2    | Jan Pinczura     | Polen              | 1:57,61 min |
| 3    | Aurel Macarencu  | Rumänien           | 1:57,81 min |
| 4    | John Plankenhorn | Vereinigte Staaten | 2:00,13 min |
| 5    | Jang Yeong-cheol | Südkorea           | 2:05,04 min |

#### Halbfinale 3
| Rang | Athleten       | Nation      | Zeit        |
| ---- | -------------- | ----------- | ----------- |
| 1    | Martin Marinow | Bulgarien   | 1:55,61 min |
| 2    | Attila Szabó   | Ungarn      | 1:55,72 min |
| 3    | Narciso Suárez | Spanien     | 1:55,98 min |
| 4    | Ivan Šabjan    | Jugoslawien | 1:55,99 min |
| 5    | Timo Grönlund  | Finnland    | 2:04,82 min |

### Finale
| Rang | Athleten         | Nation           | Zeit        |
| ---- | ---------------- | ---------------- | ----------- |
| 1    | Olaf Heukrodt    | DDR              | 1:56,42 min |
| 2    | Michał Śliwiński | Sowjetunion      | 1:57,26 min |
| 3    | Martin Marinow   | Bulgarien        | 1:57,27 min |
| 4    | Attila Szabó     | Ungarn           | 1:59,87 min |
| 5    | Jan Pinczura     | Polen            | 1:59,97 min |
| 6    | Aurel Macarencu  | Rumänien         | 2:00,98 min |
| 7    | Narciso Suárez   | Spanien          | 2:01,33 min |
| 8    | Petr Procházka   | Tschechoslowakei | 2:01,36 min |
| 9    | Eric Jamieson    | Großbritannien   | 2:02,27 min |